# Henry Cavendish, II duque de Newcastle
Henry Cavendish, II duque de Newcastle-upon-Tyne (24 de junio de 1630 – 26 de julio de 1691), referido vizconde de Mansfield hasta 1676, fue un miembro de la Cámara de los Comunes entre 1660 y 1676. Era el único hijo William Cavendish, I duque de Necastle y su primera esposa, Elizabeth Basset, hija de William Basset y Judith Austen, hija esta última de Thomas Austen.
En abril de 1660, Lord Mansfield fue elegido miembro del parlamento por Derbyshire; al año siguiente pasó a serlo por Northumberland. En 1676, heredó el Ducado de Newcastle.

## Familia
En 1652, Henry se casó con Frances Pierrepont (Thoresby, Nottinghamshire, 1 de septiembre de 1630 -  Londres, 23 de septiembre de 1695), hija del Honorable William Pierrepont (quien era hijo de Robert Pierrepont, I conde de Kingston-upon-Hull). Tuvieron seis hijos:
- Lady Elizabeth Cavendish (1654–1734), conocida como la 'Duquesa Loca', casada con Christopher Monck, II duque de Albemarle, y más tarde con Ralph Montagu, I duque de Montagu; sin descendencia.
- Henry Cavendish, conde de Ogle (1659 – 1 de noviembre de 1680), quien se casó con Elizabeth Percy el 27 de marzo de 1679; sin descendencia.
- Lady Frances Cavendish (25 de junio de 1660 – 4 de febrero de 1690), quien se casó con John Campbell, II conde de Breadalbane y Holland (19 de noviembre de 1662 – 23 de febrero de 1752) antes de 1690; sin descendencia.
- Lady Margaret Cavendish (22 de octubre de 1661 – 24 de diciembre de 1716), quien se casó con John Holles, I duque de Newcastle-upon-Tyne el 1 de marzo de 1690; con descendencia.
- Lady Catherine Cavendish (14 de enero de 1665 – 20 de abril de 1712), quien se casó con Thomas Tufton, VI conde de Thanet el 14 de agosto de 1684; con descendencia.
- Lady Arabella Cavendish (19 de agosto de 1673 – 4 de junio de 1698), quien se casó con Charles Spencer, III conde de Sunderland, el 12 de enero de 1695; con descendencia.

EL manuscrito, el Departamento de Manuscritos y Colecciones Especiales de la Universidad de Nottingham mantiene documentos del duque de Newcastle: Los papeles de Cavendish; parte de sus documentos de Portland, donde incluye datos personales; y la colección de Newcastle que incluye datos de los asentamientos familiares del segundo duque.
Henry es el ancestro común más cercano de Carlos, príncipe de Gales, y su segunda esposa, Camila Shand.